# Batalla de Ashdown
La batalla de Ashdown fue un acontecimiento bélico que tuvo lugar el 8 de enero de 871 en Berkshire (posiblemente en una zona que en la actualidad  comprende Oxfordshire). Los contendientes fueron los daneses del Gran ejército pagano liderados por los caudillos vikingos Bagsecg (que murió en la batalla) y Halfdan Ragnarsson junto a cinco jarls, por un lado, y el rey Etelredo I de Wessex y su joven hermano, el príncipe Alfredo con solo 21 años en el otro bando con sus sajones.

## Preludio
Los vikingos, muy confiados por los continuos éxitos militares en Reading, Berkshire y alrededores, se dirigieron al oeste para atacar a los sajones que se habían retirado a Berkshire Downs para reorganizar su ejército. El joven Alfredo tuvo que actuar con rapidez para evitar el desastre. Las tropas del rey tuvieron que ser convocadas sin demora a lo largo y ancho del reino. Se supone que Alfredo tomó a su yegua blanca favorita y cabalgó hasta Blowingstone Hill (cerca de Kingston Lisle), donde había una antigua roca perforada de arenisca llamada la piedra soplada. Cualquier persona con la habilidad adecuada podía generar un sonido de esa piedra, soplando por cualquiera de sus agujeros. Alfred respiró hondo y sopló con fuerza, originando un gran estruendo a través de las colinas escarpadas, que se escuchó por todos los rincones del reino e hizo levantarse a los hombres de sus camas, pues sabían que era hora de reunirse y defender sus hogares.

## Emplazamiento
Se supone (y es generalmente aceptado por los historiadores) que "Æscesdūn" o Ashdown es el antiguo nombre para Berkshire Downs. Se desconoce el lugar exacto donde ambos ejércitos se encontraron, pero se cree que fue cerca de  Compton, aunque recientes investigaciones sugieren un lugar entre Aldworth y Aston Tirrold.

## La batalla
El ejército vikingo superaba en número a los sajones. El hermano mayor de Alfredo, el rey Etelredo I, estaba ocupado rezando en una iglesia, y renunció a luchar hasta la llegada de refuerzos. Dejó a Alfredo al mando, y la confrontación se produjo de forma muy cruenta. La batalla duró todo el día y determinó el destino de Wessex y su rey. Bagsecg murió con sus cinco jarls. Según la crónica anglosajona, a Bagsecg le mataron a espada mientras Halfdan escapaba del campo de batalla con el resto del ejército hacia Reading. Los sajones disponían de una fuerza de 800 a 1000 hombres, pero los daneses dominaban el terreno. La batalla no fue más que un choque violento de escudos y espadas con el resultado de la victoria de Alfredo y los sajones, pero ambas partes pagaron un alto precio y tampoco fue un conflicto militar decisivo. Las citas que se conservan sobre la batalla proceden de la obra Vida de Alfredo de Asser, obispo de Sherborne. Se considera históricamente como una victoria pírrica, pues los daneses siguieron acumulando victorias y conquistas tras recibir refuerzos.

## Secuelas
Los sajones salieron victoriosos pero la carnicería fue evidente por ambas partes. Los vikingos se vieron forzados a retroceder por Berkshire dejando cientos de cadáveres en las laderas. Bagsecg y los cinco jarls perecieron. La tradición cita que Bagsecg fue enterrado en Waylands Smithy, los jarls y otros nobles cerca de Lambourn, en Seven Barrows, pero existen dudas, ya que Waylands Smithy corresponde a tiempos del Neolítico y Seven Barrows a la Edad de Bronce; pero si hubiera sido el caso, entonces Seven Barrows pudo utilizarse de nuevo como cementerio de tarde en tarde. Si de algo sirvió la batalla fue para que los daneses mantuvieran cierta cautela en sus incursiones en Wessex, inclinándose hacia objetivos más seguros.